# Eucyrtops eremaeus
Espèce
Eucyrtops eremaeus est une espèce d'araignées mygalomorphes de la famille des Idiopidae.

## Distribution
Cette espèce est endémique d'Australie-Occidentale.

## Publication originale
- Main, 1957 : Biology of aganippine trapdoor spiders (Mygalomorphae: Ctenizidae). Australian Journal of Zoology, vol. 5, no 4, p. 402-473.